# Lijst van voetbalinterlands Bahama's - Britse Maagdeneilanden
Deze lijst van voetbalinterlands is een overzicht van alle officiële voetbalwedstrijden tussen de nationale teams van de Bahama's en de Britse Maagdeneilanden. De landen speelden tot op heden vier keer tegen elkaar. De eerste ontmoeting, een kwalificatiewedstrijd voor het Wereldkampioenschap voetbal 2010, werd gespeeld in Nassau op 26 maart 2008. Het laatste duel, een groepswedstrijd tijdens de CONCACAF Nations League 2019/20, vond plaats op 14 november 2019 in de Bahamaanse hoofdstad.

## Wedstrijden
| № | Plaats     | Datum            | Competitie                      | Wedstrijd                         | Uitslag |
| - | ---------- | ---------------- | ------------------------------- | --------------------------------- | ------- |
| 1 | Nassau     | 26 maart 2008    | WK 2010 kwalificatie            | Bahama's – Britse Maagdeneilanden | 1 – 1   |
| 2 | Nassau     | 30 maart 2008    | WK 2010 kwalificatie            | Britse Maagdeneilanden – Bahama's | 2 – 2   |
| 3 | Basseterre | 10 oktober 2019  | CONCACAF Nations League 2019/20 | Britse Maagdeneilanden − Bahama's | 0 − 4   |
| 4 | Nassau     | 14 november 2019 | CONCACAF Nations League 2019/20 | Bahama's − Britse Maagdeneilanden | 3 − 0   |

## Samenvatting
| Competitie              | Totaal gespeeld | Winst Bahama's | Gelijk | Winst Br. Maagdeneil. | Doelsaldo Bahama's – Br. Maagdeneil. |
| ----------------------- | --------------- | -------------- | ------ | --------------------- | ------------------------------------ |
| WK-kwalificatie         | 2               | 0              | 2      | 0                     | 3 − 3                                |
| CONCACAF Nations League | 2               | 2              | 0      | 0                     | 7 − 0                                |
| Totaal                  | 4               | 2              | 2      | 0                     | 10 − 3                               |

Wedstrijden bepaald door strafschoppen worden, in lijn met de FIFA, als een gelijkspel gerekend.
BFA · A-internationals · Bondscoaches · Statistieken · Bahamaans vrouwenelftal
1970 – 1979 ·
1980 – 1989 ·
1990 – 1999 ·
2000 – 2009 ·
2010 – 2019 ·
2020 − 2029
1970 · 
1971 · 
1972 · 
1973 · 
1974 · 
1975 · 
1976 · 
1977 · 
1978 · 
1979 · 
1980 · 
1981 · 
1982 · 
1983 · 
1984 · 
1985 · 
1986 · 
1987 · 
1988 · 
1989 · 
1990 · 
1991 · 
1992 · 
1993 · 
1994 · 
1995 · 
1996 · 
1997 · 
1998 · 
1999 · 
2000 · 
2001 · 
2002 · 
2003 · 
2004 · 
2005 · 
2006 · 
2007 · 
2008 · 
2009 · 
2010 · 
2011 · 
2012 · 
2013 ·
2014 · 
2015 ·
2016 ·
2017
2018 ·
2019 ·
2020 ·
2021 ·
2022 ·
2023 ·
2024
Amerikaanse Maagdeneilanden ·
Anguilla ·
Antigua en Barbuda ·
Barbados ·
Belize ·
Bermuda ·
Bonaire ·
Britse Maagdeneilanden ·
Cuba ·
Dominica ·
Dominicaanse Republiek ·
Guyana ·
Haïti ·
Jamaica ·
Kaaimaneilanden ·
Nederlandse Antillen ·
Nicaragua ·
Panama ·
Puerto Rico ·
Saint Kitts en Nevis ·
Saint Vincent en de Grenadines ·
Trinidad en Tobago ·
Turks- en Caicoseilanden ·
Venezuela
BVIFA · A-internationals · vrouwenelftal
Amerikaanse Maagdeneilanden ·
Anguilla ·
Antigua en Barbuda ·
Aruba ·
Bahama's ·
Barbados ·
Bermuda ·
Cuba ·
Curaçao ·
Dominica ·
Dominicaanse Republiek ·
Grenada ·
Guatemala ·
Haïti ·
Kaaimaneilanden ·
Montserrat ·
Puerto Rico ·
Saint Kitts en Nevis ·
Saint Lucia ·
Saint Vincent en de Grenadines ·
Suriname ·
Trinidad en Tobago ·
Turks- en Caicoseilanden